# Der Zaunkönig
Der Zaunkönig ist ein Tiermärchen (ATU 221). Es steht in den Kinder- und Hausmärchen der Brüder Grimm ab der 4. Auflage von 1840 an Stelle 171 (KHM 171) und basiert auf einer Fassung von Johann Jakob Nathanael Mussäus im Jahrbuch des Vereins für meklenburgische Geschichte und Alterthumskunde von 1840. Zudem ist es im englischen Sprachraum bekannt.

## Inhalt
In alter Zeit gibt jedes Ding noch Laute von sich, die man versteht. Die Vögel, deren Sprache man auch versteht, wollen sich einen König wählen. Nur der Kiebitz will frei bleiben („Wo bliew ick? Wo bliew ick?“) und zieht sich in die Sümpfe zurück. Die Vögel versammeln sich, nur die Henne weiß nichts davon. Sie beschließen, trotz Bedenken eines Frosches, dass der König wird, der am höchsten fliegen kann. Alle steigen auf, am höchsten der Adler. Als er sieht, dass keiner mitkann, kommt er wieder herab, doch da steigt ein kleiner namenloser Vogel aus seinem Brustgefieder auf („König bün ick! König bün ick!“). Die anderen erkennen die List nicht an. Der soll König sein, der am tiefsten in die Erde fallen könnte. Der Vogel sucht sich ein Mauseloch. Sie wollen ihn aushungern und setzen die Eule davor. Sie wacht abwechselnd mit einem Auge, vergisst dann aber, dabei eines wieder aufzumachen, und er entwischt. Seitdem hassen Vögel die Eule und sie die Mäuse, und der Zaunkönig drückt sich in Zäunen herum.

## Herkunft

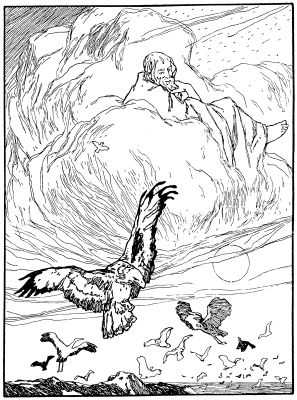
Illustration von Otto Ubbelohde, 1909

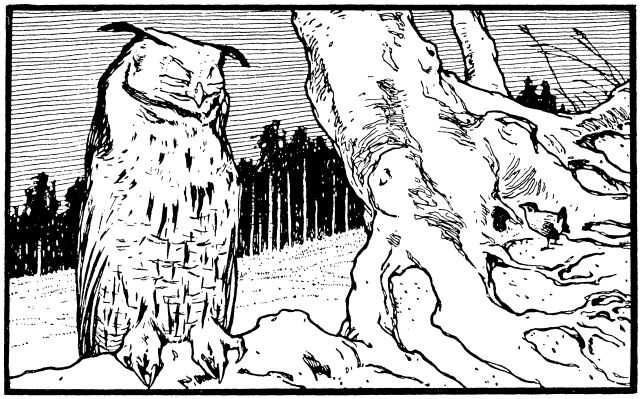
Illustration von Otto Ubbelohde, 1909

Wilhelm Grimm kombinierte Die Königswahl unter den Vögeln von Mussäus mit einer Fassung Karl Goedekes, die ebenfalls erhalten ist. Erzählforscher Hans-Jörg Uther lobt seine Bearbeitung, wie er die Handlungsstruktur beachtet und doch motivisch verbindet, veranschaulicht und lautmalerische Züge verstärkt. Grimms Anmerkung nennt weitere Nachweise bis zurück zu Plinius’ Naturalis historia 10,74,203 und Aristoteles’ Historia animalium 9,11–14, im Mittelalter laut „Wolfs Zeitschrift 1, 2“ bei Barachja Nikdani, ferner Aurbachers „Büchlein für die Jugend (1834) S. 242–248“, „von Halling in Mones Anzeiger 1835. S. 313“, Kuhns „Sagen und Märchen S. 293. 294“: Die Königswahl der Vögel, Firmenich „in der Mundart des Fürstenthums Calenberg 1, 186“, Pröhle „in den Kindermärchen Nr. 64“, Woestes Volksüberlieferungen aus der Grafschaft Mark „S. 93“, zum Anfang auch „die Neuen preußischen Provinzialblätter 1, 436 folg.“ Sie bemerken, wie ein kleiner Vogel mit List siegt, so bei Koelle in Afrika über den Elefanten.
Tatsächlich ist der Stoff reich belegt, wovon Jacob Grimm schon 1834 im Reinhart Fuchs und Wilhelm 1853 mit einer weiteren Variante in der Zeitschrift für deutsche Mythologie Kenntnis zeigt. Eine Königswahl der Tiere veranstalten meist kleinere Tiere aus Unmut über Stärkere oder menschenähnlichem Wunsch nach Ordnung, der Listige siegt. AaTh 221 The Election of Birdking ist als dreiepisodige Vollform mit Hochflug (AaTh 221 A), Fallen (AaTh 221 B) und Wächtereule erst neuzeitlich, sonst seit der Antike belegt, etwa in Äsops Fabeln, stets als ätiologische Tiergeschichte zur Erklärung der Namen des Zaunkönigs. Er tut sich besonders als Trickser hervor. So heißt der Zaunkönig auf Griechisch „Basileus“ (König) oder „Basiliskos“ (Königlein), auch in Japan „König der Vögel“.
Der Zaunkönig siegt auch in KHM 102 Der Zaunkönig und der Bär. Eine Königswahl der Tiere zeigt auch KHM 172 Die Scholle, im Text erwähnten Wiedehopf KHM 173 Rohrdommel und Wiedehopf. Dass Vögel auf Eulen losgehen, wenn sie sie bei Tag sehen, kommt auch in KHM 174 Die Eule vor. Vgl. Bechsteins Vom Hasen und dem Elefantenkönige.
In einer englischen Version aus Berkshire ist es eine kleine blaue Meise, die König der Vögel wird. Das Märchen wurde 1888 in London in B. Lowsleys Werk A glossary of Berkshire words and phrases veröffentlicht und erhielt im Deutschen den Titel Der König der Vögel.